# Fleming (Colorado)
Fleming es un pueblo ubicado en el condado de Logan en el estado estadounidense de Colorado. En el año 2020 tenía una población de 428 habitantes y una densidad poblacional de 338 personas por km².

## Geografía
Fleming se encuentra ubicada en las coordenadas 40°40′58″N 102°50′24″O / 40.68278, -102.84000.

## Demografía
Según la Oficina del Censo en 2000 los ingresos medios por hogar en la localidad eran de $26,484, y los ingresos medios por familia eran $31,818. Los hombres tenían unos ingresos medios de $25,417 frente a los $14,063 para las mujeres. La renta per cápita para la localidad era de $12,113. Alrededor del 12,4% de la población estaba por debajo del umbral de pobreza.